# Circuito Internacional de Buddh
O Circuito Internacional de Buddh (em inglês: Buddh International Circuit) em Greater Noida, Utar Pradexe, Índia é um circuito de Fórmula 1 construído, próximo de Deli. Foi inaugurado a 18 de outubro de 2011, apenas duas semanas antes da primeira corrida. Acolheu o Grande Prémio da Índia em Fórmula 1 em 2011.

## História
Em julho de 2007 foi proposto que um circuito em Greater Noida fosse construído para acolher uma corrida em 2009.
Em setembro de 2007 dois sítios estavam sob análise Sohna, em Harianá e Greater Noida, em Utar Pradexe, para acolher uma corrida em 2010.
Em outubro de 2007, a FIA assinou um contrato com a JPSK Sports Private Limited para organizar uma corrida de Fórmula 1 na Índia. A JPSK é propriedade da Jaiprakash Associates (74%), à propriedade de Sumeer Kalmadi (filho de Suresh Kalmadi, o presidente da Associação Olímpica Indiana) Sulba Realty Private Limited (13%) e à Trackwork International Pvt Ltd (13%), baseada em Deli. 'SK' em JPSK é, aparentemente, uma referência a Sumeer Kalmadi.

## Nome
Originalmente conhecido como Jaypee Group Circuit ou Jaypee International Race Circuit, com os donos do circuito, este foi nomeado oficialmente de Buddh International Circuit, em abril de 2011. De acordo com Sameer Gaur, o Director Gerente e Chefe Executivo da Jaypee Sports International, o nome deriva da palavra Buddha, e representa paz e sossego.

## Design

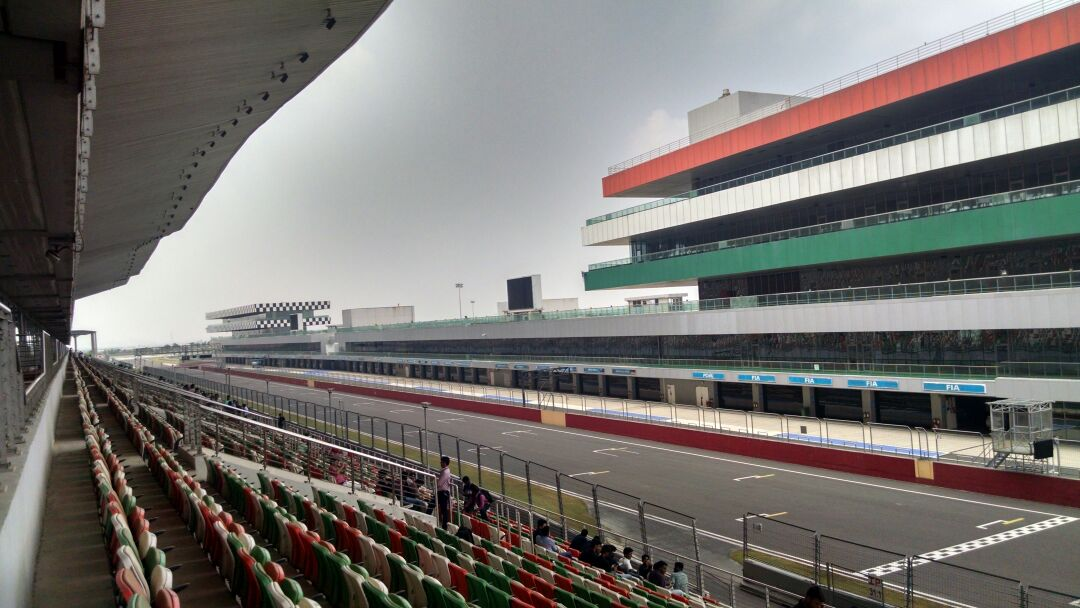
Reta principal do circuito

Com a construção a ter um custo estimado de 10 biliões de rupias indianas (169 Milhões de Euros), espera-se que o circuito esteja completo em Junho de 2011. Irá ter um comprimento de 5.14 km e uma área de 354 hectares. Esperava-se inicialmente que o circuito iria ter capacidade de 150.000 lugares sentados com as provisões a fazerem subir este número para 200.000, mais tarde.
O circuito irá fazer parte dos 10.12 km² da Cidade dos Desportos Jaypee Greens,  que está prevista incluir um estádio de críquete de 100.000 lugares sentados (o Greater Noida Cricket Stadium, um campo de golfe de 18 buracos, um estádio de hóquei com 25 mil lugares sentados e uma academia desportiva. Esperava-se que o complexo desportivo custasse 4000 crore Rs e que gerasse anualmente um retorno de cerca de 133 mil euros (180 mil dólares), e empregaria 10 mil pessoas. Foi noticiado que o circuito iria ser o segundo mais rápido do calendário, depois de Monza e que o design foi mostrado às equipas para obter opiniões em como o circuito poderia ser alterado para melhorar as ultrapassagens. Isso resultou em algumas pequenas mudanças como se tornou claro em abril de 2010. O gancho planeado na curva 7 seria removido, e a pista na curva 3 iria ser ampliada para permitir aos pilotos optar por diferentes trajetórias para abordar a curva. Mais informações foram reveladas em agosto de 2010, revelando que houve planos para fazer do circuito um dois mais desafiantes aos pilotos, com o circuito a aumentar em catorze metros, com as 3 primeiras curvas sozinhas e uma curva de duplo-apex no lado oposto do circuito.
Espera-se que um carro de Fórmula 1 faça uma volta aos 5141m do longo circuito em 1 minuto e 27.02 segundos, a uma velocidade média de 210.03 km/h. No fim da longa reta entre as curvas 3 e 4, espera-se que os carros de Fórmula 1 atinjam uma velocidade máxima de 318 km/.

## Grandes Prémios realizados
| Ano  | Data          | Pole Position               | Tempo    | Vencedor                    | Tempo       | Volta mais rápida           | Tempo                  | Detalhes |
| ---- | ------------- | --------------------------- | -------- | --------------------------- | ----------- | --------------------------- | ---------------------- | -------- |
| 2011 | 30 de outubro | Sebastian Vettel (Red Bull) | 1:24.178 | Sebastian Vettel (Red Bull) | 1:30:35.002 | Sebastian Vettel (Red Bull) | 1:27.249 (na volta 60) | Detalhes |
| 2012 | 28 de outubro | Sebastian Vettel (Red Bull) | 1:25.283 | Sebastian Vettel (Red Bull) | 1:31:10.744 | Jenson Button (McLaren)     | 1:28.203 (na volta 60) | Detalhes |
| 2013 | 27 de outubro | Sebastian Vettel (Red Bull) | 1:24.119 | Sebastian Vettel (Red Bull) | 1:31:12.187 | Kimi Räikkönen (Lotus)      | 1:28.203 (na volta 60) | Detalhes |